# Nombre pyramidal heptagonal
En arithmétique géométrique, un nombre pyramidal heptagonal est un nombre figuré représenté par une pyramide de base heptagonale, dont chaque couche représente un nombre heptagonal. Pour tout entier n ≥ 1, le n-ième nombre pyramidal heptagonal, somme des n premiers nombres heptagonaux, est donc
Les dix premiers sont 1, 8, 26, 60, 115, 196, 308, 456, 645 et 880.